# Alicja w Krainie Czarów (serial animowany)
Alicja w Krainie Czarów (jap. ふしぎの国のアリス Fushigi no Kuni no Arisu) – japoński serial anime wyprodukowany w latach 1983–1984 przez Nippon Animation w reżyserii Taku Sugiyamy. Zrealizowany na podstawie powieści Lewisa Carrolla Alicja w Krainie Czarów (1865) i Po drugiej stronie lustra (1871).

## Fabuła
Serial anime opowiada o Alicji, która kupuje stary, zakurzony cylinder, gdzie znajduje królika o imieniu Benny. Królik Benny zaprasza Alicję do swojej norki, gdzie trafia do Krainy Czarów.

## Bohaterowie
- Alicja (jap. アリス Arisu) – główna bohaterka serialu anime. Dziewczynka, która trafia do Krainy Czarów.

Seiyū: Tarako 
- Królik Benny (jap. ベニー Benī) – kompan Alicji. Jest bratankiem Białego Królika. Zna większość mieszkańców Krainy Czarów.

Seiyū: Masako Nozawa 
- Ojciec (jap. お父さん Otōsan)

Seiyū: Akio Nojima 
- Matka (jap. お母さん Okāsan)

Seiyū: Yoshiko Matsuo 
- Celia (jap. セリア Seria)

Seiyū: Kumiko Mizukura 
- Biały Królik (jap. 白ウサギ Shiro usagi)

Seiyū: Ken’ichi Ogata 
- Królowa Serc (jap. ハートの女王 Hāto no joō) – okrutna kobieta, która chce wszystkim ściąć głowę.

Seiyū: Noriko Uemura 
- Humpty Dumpty (jap. ハンプティ・ダンプティ Hanputi danputi)

Seiyū: Shōzō Iizuka 
- Tweedledee (jap. ティードルディ Tīdorudi)

Seiyū: Kyōko Tongū 
- Tweedledum (jap. ティードルダム Tīdorudamu)

Seiyū: Asami Mukaidono 
- Joker (jap. ジョーカー Jōkā)

Seiyū: Issei Futamata 

## Produkcja
Serial został wyprodukowany został przez studio Nippon Animation i składa się z 26 odcinków. Za scenariusz serii odpowiada Niisan Takahashi, za muzykę Reijiro Koroku, natomiast reżyserem projektu był Taku Sugiyama. Kolejne odcinki miały swoją premierę w każdy poniedziałek na kanale TV Osaka od 10 października 1983 do 26 marca 1984.
W Polsce serial emitowany był na kanałach TV4 i Junior z angielskim dubbingiem i polskim lektorem, którym był Grzegorz Pawlak.